# Decreto de Berlín
El Decreto de Berlín fue promulgado por Napoleón el 21 de noviembre de 1806, luego del triunfo francés ante Prusia en la batalla de Jena. El decreto prohibía la importación de bienes británicos a los países europeos aliados o dependientes de Francia, con lo cual se estableció el Bloqueo Continental o Sistema continental en Europa. 

## Texto
|  |
|  |